# Никажель
Никажель (Никожель) — река в Московской области России, правый приток Лопасни.
На карте Московской губернии 1860 года Ф. Ф. Шуберта и в «Каталоге рек и озёр Московской губернии» 1926 года И. А. Здановского — Микажель.
Протекает в северо-восточном направлении по территории городского округа Чехов. Длина — 11 км, по другим данным — 12 км.
Берёт начало у деревни Горелово, в 13 км западнее платформы Луч Курского направления Московской железной дороги, впадает в Лопасню в 2 км выше города Чехова.
Питание в основном происходит за счёт талых снеговых вод. Замерзает обычно в середине ноября, вскрывается в середине апреля:7—8.
На реке расположены населённые пункты Горелово, Филипповское, Ваулово, Климовка, Беляево, Ивановское и три пруда. Лишь на протяжении 1,5 в верхнем течении и 0,5 км перед устьем к реке подступает берёзовый лес.